# Bắc Hà, Kiến An
Bắc Hà là một phường thuộc quận Kiến An, thành phố Hải Phòng, Việt Nam.

## Địa lý
Phường Bắc Sơn có diện tích 7,38 km², dân số năm 2023 là 19.845 người, mật độ dân số đạt 2.689 người/km².

## Lịch sử
Ngày 28 tháng 8 năm 1989, Hội đồng Bộ trưởng ban hành Quyết định số 110-HĐBT về việc sáp nhập phường Cận Sơn vào phường Phù Liễn.
Ngày 29 tháng 8 năm 1994, Chính phủ ban hành Nghị định số 100-CP về việc:
- Thành lập quận Kiến An thuộc thành phố Hải Phòng.
- Thành lập phường Tràng Minh trên cơ sở 292,99 ha diện tích tự nhiên, 5.990 nhân khẩu của xã Bắc Hà và 28,43 ha diện tích tự nhiên, 770 nhân khẩu của phường Phù Liễn.
- Thành lập phường Văn Đẩu trên cơ sở 47,44 ha diện tích tự nhiên và 5.985 nhân khẩu của phường Phù Liễn.
- Sáp nhập thôn Quy Tức và thôn Đồng Tải của xã Bắc Hà bao gồm 241,33 ha diện tích tự nhiên và 3.021 nhân khẩu vào phần còn lại của phường Phù Liễn bao gồm 47,06 ha diện tích tự nhiên và 3.033 nhân khẩu.

Phường Tràng Minh có 321,42 ha diện tích tự nhiên và 6.760 nhân khẩu.
Phường Phù Liễn có 288,99 ha diện tích tự nhiên và 6.044 nhân khẩu.
Ngày 24 tháng 10 năm 2024, Ủy ban Thường vụ Quốc hội ban hành Nghị quyết số 1232/NQ-UBTVQH15 về việc sắp xếp đơn vị hành chính cấp huyện, cấp xã của thành phố Hải Phòng giai đoạn 2023 – 2025 (nghị quyết có hiệu lực từ ngày 1 tháng 1 năm 2025). Theo đó, thành lập phường Bắc Hà thuộc quận Kiến An trên cơ sở nhập toàn bộ 3,56 km² diện tích tự nhiên, quy mô dân số là 9.679 người của phường Phù Liễn và toàn bộ 3,82 km² diện tích tự nhiên, quy mô dân số là 10.166 người của phường Tràng Minh.
Pường Bắc Hà có 7,38 km² diện tích tự nhiên và quy mô dân số là 19.845 người.